# Witim (Sacha)
Witim (russisch Витим) ist eine Siedlung städtischen Typs in Russland in der sibirischen Republik Sacha (Jakutien) im Lensker Ulus. Sie hat 4376 Einwohner (Stand 14. Oktober 2010).

## Geographie
Die Siedlung liegt auf dem linken Hochufer der Lena gegenüber der Mündung des Witim. Nach einer Reisenotiz des Erzbischofs von Irkutsk, Nil Issaakowitsch (1799–1874), der Witim 1843 besuchte, befand sich die Siedlung ursprünglich drei Werst (gut 3 km) nördlich des jetzigen Ortes und ist später die Lena hinaufgezogen.

## Geschichte

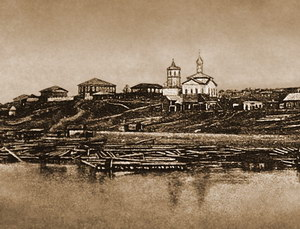
Witim im 19. Jh.

Witim gehört zu den ältesten Siedlungen an der Lena. Einige Quellen nennen als Gründungsjahr das Jahr 1621. Dies widerspricht jedoch dem neueren Forschungsstand, demzufolge die ersten Russen an der Lena Händler aus Mangaseja waren, die an der Wiljui-Mündung, die sich erheblich weiter flussabwärts befindet, 1620 auf die Lena stießen, sowie ein Demid Pjanda (Демид Пянда), der erst 1623 die obere Lena von der Unteren Tunguska aus erreichte und bei seiner Fahrt an teils felsigen, teils bewaldeten Hochufern entlang auch die Mündung eines großen rechten Nebenflusses (Witim) passierte. Manche Autoren bringen Witim mit einem Winterlager des Pantelei Demidowitsch Pjanda, wahrscheinlich eines Sohnes von Demid Pjanda, in Zusammenhang, der 1643 erwähnt wird. Der Brockhaus-Efron spricht davon, dass Witim 1661 „schon existierte“.
Ursprünglich wahrscheinlich als Winterquartier (зимовья) gegründet, wurde die Siedlung später zu einer Handelsbefestigung ausgebaut. Mitte des 19. Jahrhunderts erstreckte sich die Siedlung über 2 km am Fluss entlang und zählte um 250 Einwohner bäuerlicher Herkunft, die neben dem Handel von Fischfang und Jagd, dem Transport von Lasten, dem Goldbergbau und dem Kunsthandwerk lebten. Es gab etwa 100 Gehöfte, eine Holzkirche, eine Religionsschule, eine Krankenstation, zwei Gastwirtschaften und eine Gerberei. Die Große Enzyklopädie (Большая энциклопедия) von 1901 spricht von 600 Einwohnern.
Im zaristischen Russland diente der Ort auch als Verbannungsort für politische Gegner des Zarenregimes. Von 1912 bis 1913 lebte hier der belarussische jiddische Dichter H. Leivick in Verbannung.
| Jahr | Einwohner |
| ---- | --------- |
| 1959 | 2872      |
| 1970 | 3691      |
| 1979 | 3461      |
| 1989 | 5311      |
| 2002 | 3973      |
| 2010 | 4376      |

Tabelle: Volkszählungsdaten

## Wirtschaft und Infrastruktur
Der Ort verfügt über einen Flugplatz (ICAO-Code: UERT). Dieser diente im Zweiten Weltkrieg als Zwischenlandeplatz für alliierte Flugzeuge aus Alaska und wurde dazu 1944 in mühsamem Einsatz der im Ort verbliebenen Alten, Frauen und Kinder ausgebaut. Seit den 1990er Jahren spielt der Flugplatz eine wichtige Rolle bei der Erschließung des Talakan-Ölfeldes, eines bedeutenden Ölfunds in der Republik Sacha.
Im Jahr 2010 zählte die Siedlung 4262 Einwohner. Sie verfügt über zwei Mittelschulen. Während bis in das 19. Jahrhundert hinein der Goldbergbau und der Handel mit wertvollen Tierfellen (Zobel) Haupteinnahmequellen des Ortes waren, spielt in neuerer Zeit vor allem die Forstwirtschaft und die Binnenschifffahrt eine Rolle. Die Binnenschifffahrt verliert jedoch durch den Bau einer Eisenbahnstrecke nach Jakutsk im Jahr 2009 und den Bau einer Landstraße von Lensk nach Ust-Kut zunehmend an Bedeutung. Durch den Flugplatz und die geografische Lage des Ortes ist die Erschließung des Talakan-Ölfeldes zu einem wichtigen Wirtschaftsfaktor des Ortes geworden. 1994 wurde eine temporäre Pipeline gebaut. Die Gesellschaft Surgutneftegas (Сургутнефтегаз) nutzt den Ort Witim als logistische Basis für die Versorgung des Ölfeldes. Allein im Jahr 2004, dem ersten Jahr nach der Lizenzerteilung an Surgutneftegas, wurden 700 Waggonladungen mit Gütern wie Öl- und Schmierstoffe, Bohrausrüstungen, Wohnwagen, Versorgungstrailer, Diesel-Kraftstationen, Baumaschinen und Fahrzeuge über Witim geliefert. Die Gesellschaft Surgutneftegas errichtete hierzu eine Straße von Witim in das 100 km entfernte Talakan-Ölfeld.

## Bilder

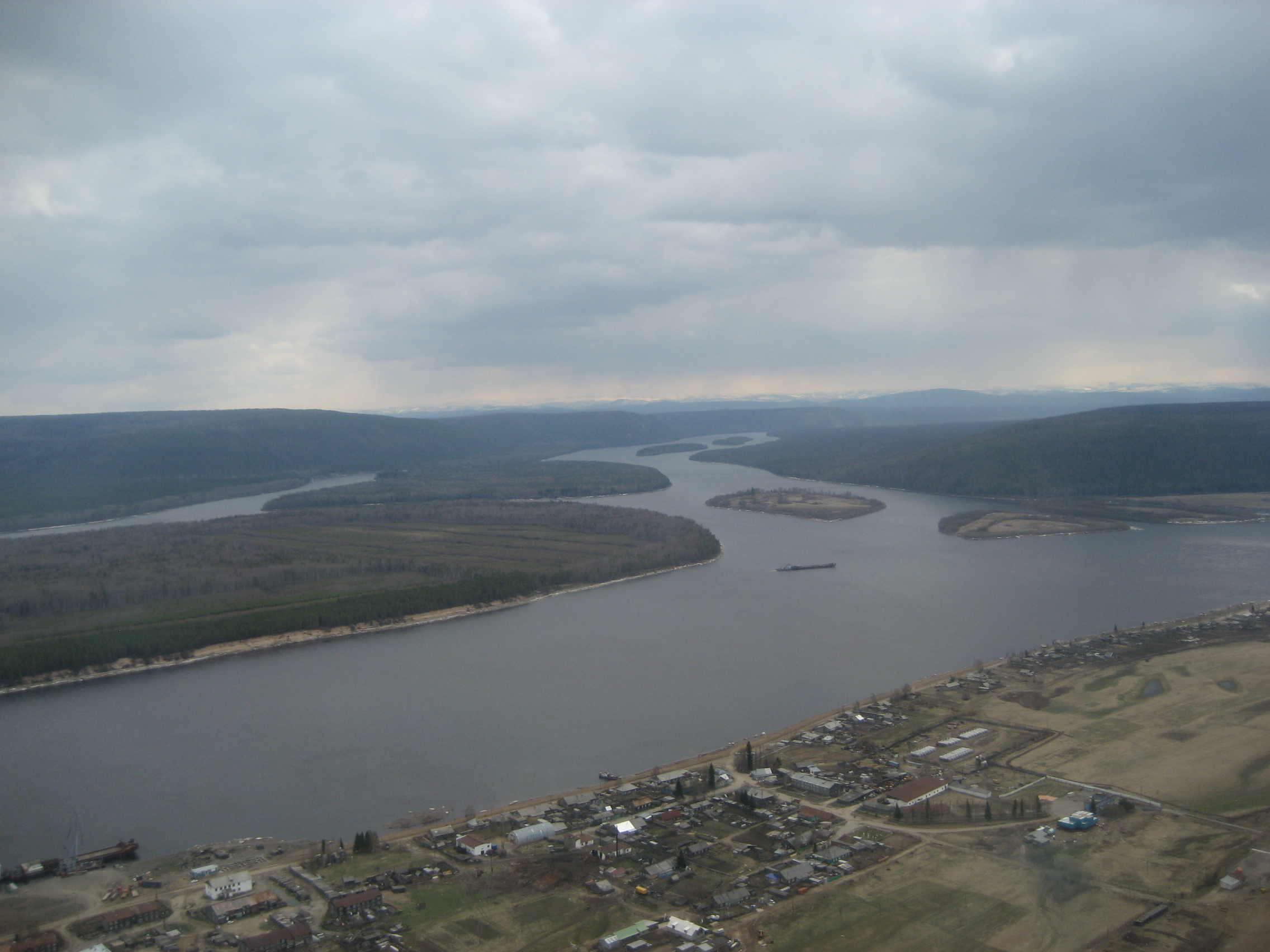
Witim-Mündung, Siedlungsteil
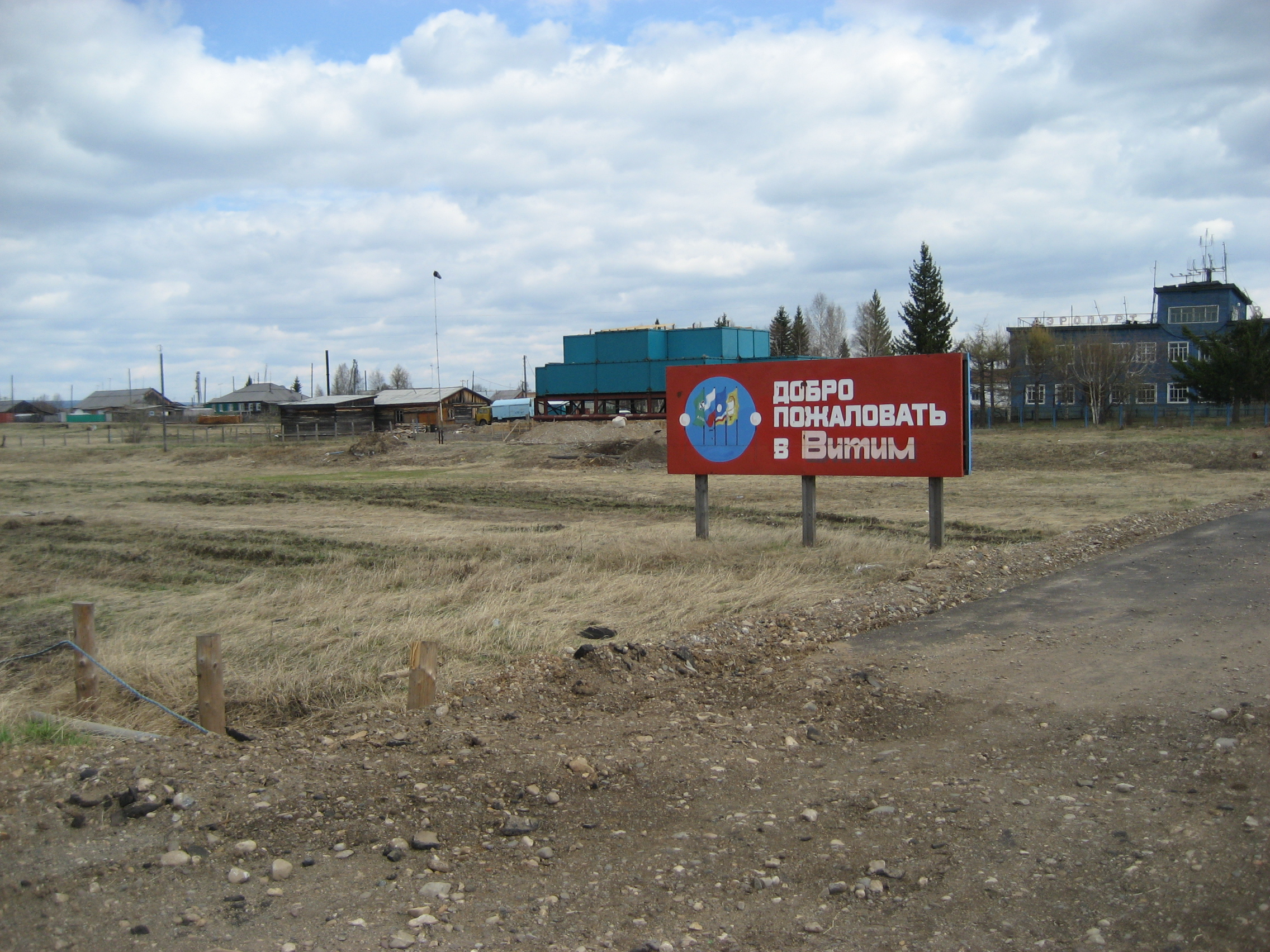
Flugplatz
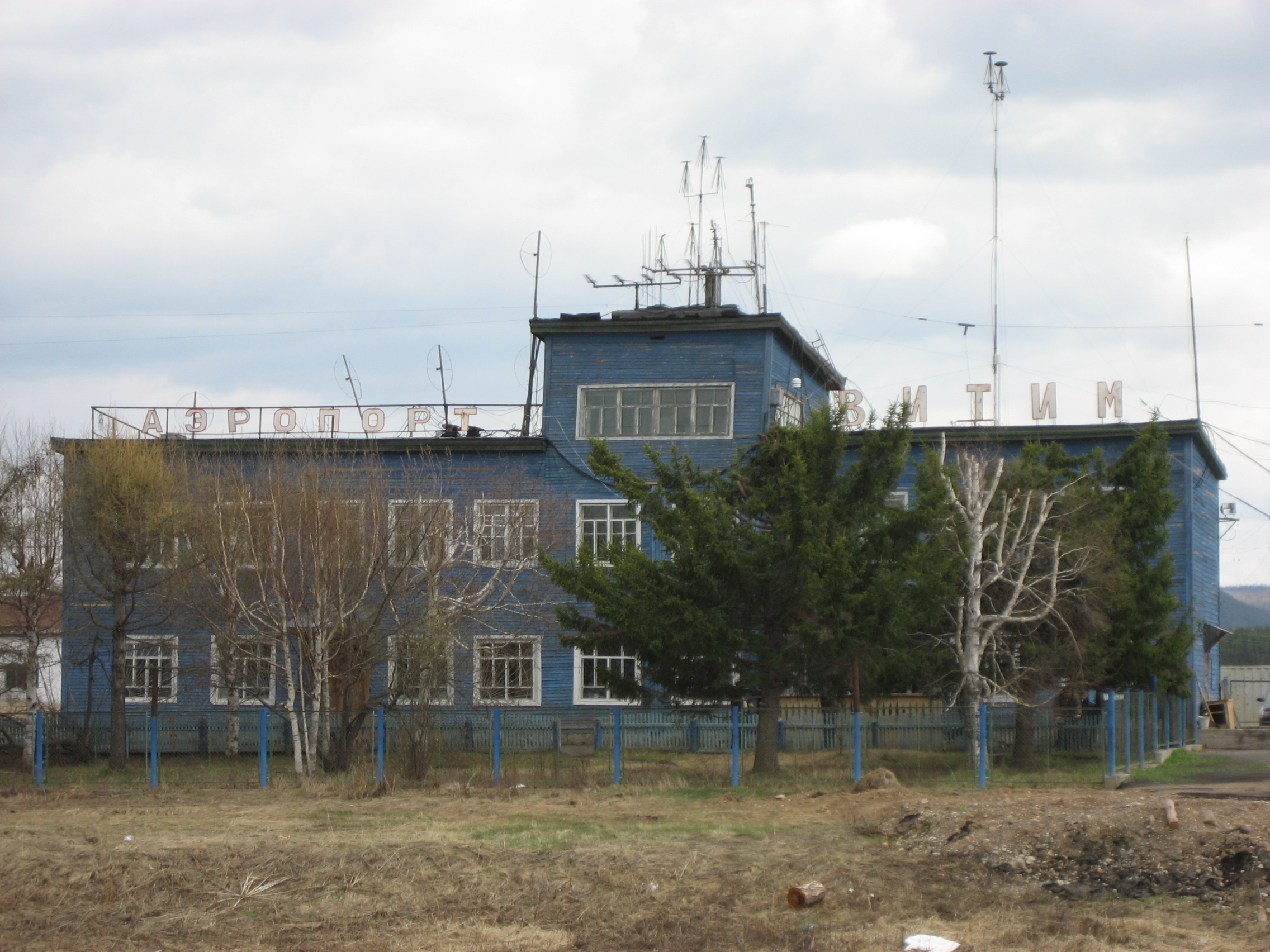
Flugplatzgebäude
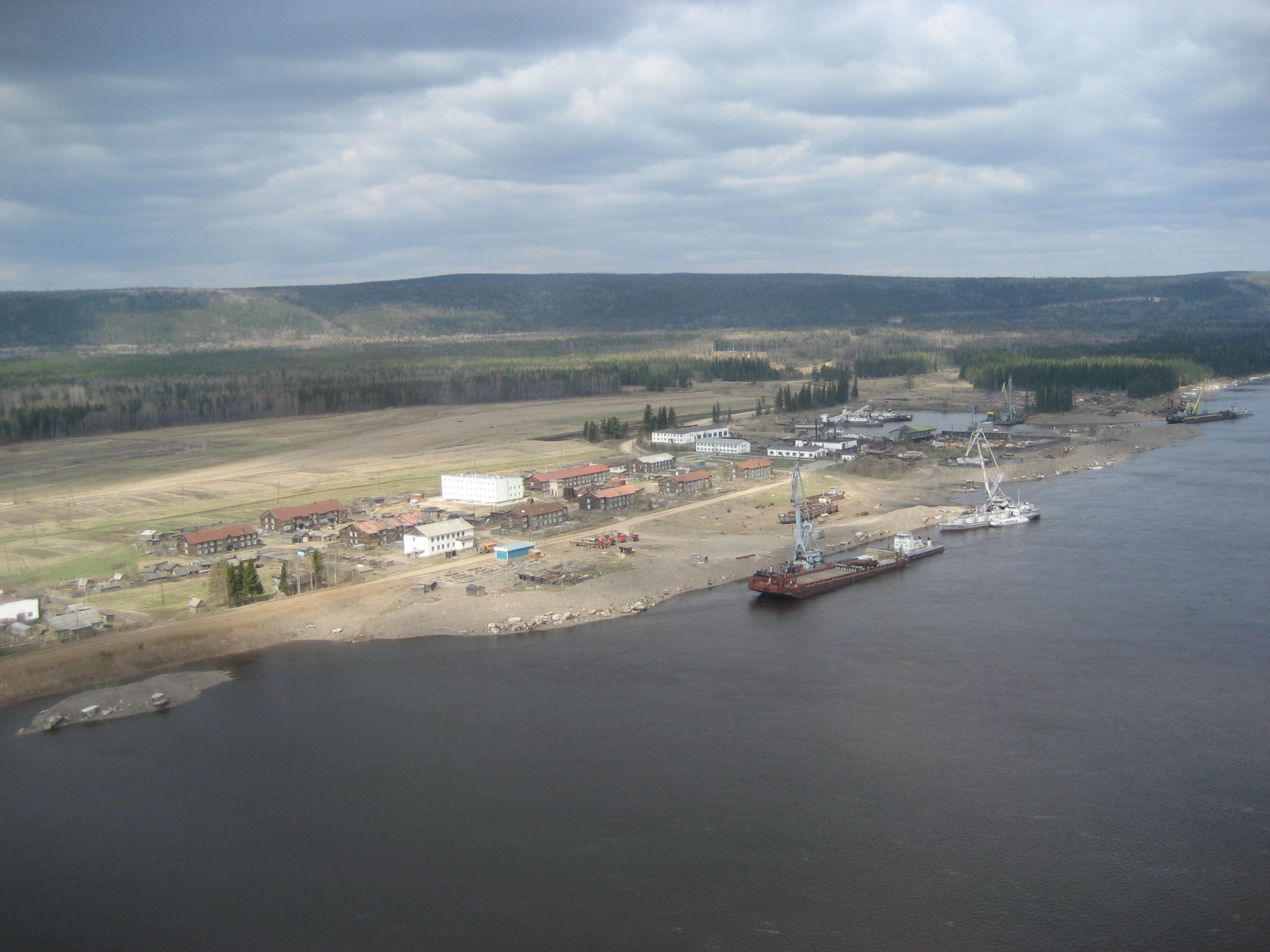
Hafengelände